# Hopman Cup 1999
Der Hopman Cup 1999 war die 11. Ausgabe des Tennisturniers im australischen Perth. Er wurde vom 2. bis 9. Januar 1999 ausgetragen.
Der letzte Teilnehmer wurde zwischen Frankreich und Simbabwe ausgespielt. In diesem Play-off setzte sich Frankreich mit 2:1 durch. Das Ersatzteam Simbabwe kam aber dennoch zu einem Einsatz, da das Team Spanien nicht an ihrem letzten Vorrundenspiel gegen Südafrika teilnehmen konnten. Südafrika gewann dieses afrikanische Duell mit 2:1.
Im Finale gewann das ungesetzte Team in Person von Jelena Dokić und Mark Philippoussis aus Australien mit 2:1 gegen das ungesetzte Team Åsa Carlsson und Jonas Björkman aus Schweden.

## Teilnehmer und Gruppeneinteilung
| Nation        | Teilnehmer                              |
| ------------- | --------------------------------------- |
| (1) Spanien   | Arantxa Sánchez Vicario und Carlos Moyá |
| (4) Südafrika | Amanda Coetzer und Wayne Ferreira       |
| 0 Australien  | Jelena Dokić und Mark Philippoussis     |
| 0 Frankreich  | Sandrine Testud und Guillaume Raoux     |

| Nation                 | Teilnehmer                                |
| ---------------------- | ----------------------------------------- |
| (2) Vereinigte Staaten | Lindsay Davenport und Jan-Michael Gambill |
| (3) Slowakei           | Karina Habšudová und Karol Kučera         |
| 0 Schweden             | Åsa Carlsson und Jonas Björkman           |
| 0 Schweiz              | Martina Hingis und Ivo Heuberger          |

## Spielplan

### Tabelle
| Pos. | Land       | Gewonnen | Verloren | Spiele | Sätze |
| ---- | ---------- | -------- | -------- | ------ | ----- |
| 1    | Australien | 2        | 1        | 6:3    | 12:6  |
| 2    | Frankreich | 2        | 1        | 5:4    | 11:8  |
| 3    | Südafrika  | 2        | 1        | 5:4    | 10:8  |
| 4    | Simbabwe   | 0        | 1        | 1:2    | 2:4   |
| 5    | Spanien    | 0        | 2        | 1:5    | 2:11  |

| Pos. | Land               | Gewonnen | Verloren | Spiele | Sätze |
| ---- | ------------------ | -------- | -------- | ------ | ----- |
| 1    | Schweden           | 3        | 0        | 6:3    | 10:9  |
| 2    | Vereinigte Staaten | 1        | 2        | 5:4    | 11:9  |
| 3    | Schweiz            | 1        | 2        | 4:5    | 10:11 |
| 4    | Slowakei           | 1        | 2        | 3:6    | 10:13 |

| Abschnitt | Datum          | Team 1             | Team 2             | Ergebnis |
| --------- | -------------- | ------------------ | ------------------ | -------- |
| Play-off  |                | Frankreich         | Simbabwe           | 2:1      |
| Vorrunde  |                | Südafrika          | Australien         | 2:1      |
| Vorrunde  |                | Schweden           | Vereinigte Staaten | 2:1      |
| Vorrunde  |                | Frankreich         | Spanien            | 2:1      |
| Vorrunde  |                | Slowakei           | Schweiz            | 2:1      |
| Vorrunde  |                | Frankreich         | Südafrika          | 2:1      |
| Vorrunde  |                | Australien         | Spanien            | 3:0      |
| Vorrunde  |                | Schweden           | Slowakei           | 2:1      |
| Vorrunde  |                | Schweiz            | Vereinigte Staaten | 2:1      |
| Vorrunde  |                | Südafrika          | Simbabwe           | 2:1      |
| Vorrunde  |                | Australien         | Frankreich         | 2:1      |
| Vorrunde  |                | Schweden           | Schweiz            | 2:1      |
| Vorrunde  |                | Vereinigte Staaten | Slowakei           | 3:0      |
| Finale    | 9. Januar 1999 | Australien         | Schweden           | 2:1      |

## Ergebnisse
| Datum          | Team 1             | Team 2             | Ergebnis | Spiel                | Spieler 1             | Spieler 2               | Resultat      |
| -------------- | ------------------ | ------------------ | -------- | -------------------- | --------------------- | ----------------------- | ------------- |
|                | Frankreich         | Simbabwe           | 2:1      | Dameneinzel          | Sandrine Testud       | Cara Black              | 4:6, 6:1, 6:2 |
| Herreneinzel   | Frankreich         | Simbabwe           | 2:1      | Guillaume Raoux      | Wayne Black           | 6:1, 6:3                |               |
| Mixed          | Frankreich         | Simbabwe           | 2:1      | Testud, Raoux        | Black, Black          | 64:7, 65:7              |               |
|                | Südafrika          | Australien         | 2:1      | Dameneinzel          | Amanda Coetzer        | Jelena Dokić            | 6:1, 6:0      |
| Herreneinzel   | Südafrika          | Australien         | 2:1      | Wayne Ferreira       | Mark Philippoussis    | 6:2, 6:3                |               |
| Mixed          | Südafrika          | Australien         | 2:1      | Coetzer, Ferreira    | Dokić, Philippoussis  | 2:6, 3:6                |               |
|                | Schweden           | Vereinigte Staaten | 2:1      | Dameneinzel          | Åsa Carlsson          | Lindsay Davenport       | 2:6, 0:6      |
| Herreneinzel   | Schweden           | Vereinigte Staaten | 2:1      | Jonas Björkman       | Jan-Michael Gambill   | 6:2, 6:4                |               |
| Mixed          | Schweden           | Vereinigte Staaten | 2:1      | Carlsson, Björkman   | Davenport, Gambill    | 7:62, 6:4               |               |
|                | Frankreich         | Spanien            | 2:1      | Dameneinzel          | Sandrine Testud       | Arantxa Sánchez Vicario | 6:1, 6:3      |
| Herreneinzel   | Frankreich         | Spanien            | 2:1      | Guillaume Raoux      | Carlos Moyá           | 63:7, 6:2, 3:6          |               |
| Mixed          | Frankreich         | Spanien            | 2:1      | Testud, Raoux        | Sánchez Vicario, Moyá | 7.5, 7:5                |               |
|                | Slowakei           | Schweiz            | 2:1      | Dameneinzel          | Karina Habšudová      | Martina Hingis          | 0:6, 3:6      |
| Herreneinzel   | Slowakei           | Schweiz            | 2:1      | Karol Kučera         | Ivo Heuberger         | 5:7, 6:4, 6:3           |               |
| Mixed          | Slowakei           | Schweiz            | 2:1      | Habšudová, Kučera    | Hingis, Heuberger     | 6:4, 6:0                |               |
|                | Frankreich         | Südafrika          | 2:1      | Dameneinzel          | Sandrine Testud       | Amanda Coetzer          | 65:7, 1:6     |
| Herreneinzel   | Frankreich         | Südafrika          | 2:1      | Guillaume Raoux      | Wayne Ferreira        | 6:3, 7:5                |               |
| Mixed          | Frankreich         | Südafrika          | 2:1      | Testud, Raoux        | Coetzer, Ferreira     | 7:66, 7:5               |               |
|                | Australien         | Spanien            | 3:0      | Dameneinzel          | Jelena Dokić          | Arantxa Sánchez Vicario | 6:3, 6:2      |
| Herreneinzel   | Australien         | Spanien            | 3:0      | Mark Philippoussis   | Carlos Moyá           | 6:4, 7:67               |               |
| Mixed          | Australien         | Spanien            | 3:0      | Dokić, Philippoussis | Sánchez Vicario, Moyá | 6:0, 6:0 Kampflos       |               |
|                | Schweden           | Slowakei           | 2:1      | Dameneinzel          | Åsa Carlsson          | Karina Habšudová        | 3:6, 3:6      |
| Herreneinzel   | Schweden           | Slowakei           | 2:1      | Jonas Björkman       | Karol Kučera          | 7:5, 6:1                |               |
| Mixed          | Schweden           | Slowakei           | 2:1      | Carlsson, Björkman   | Habšudová, Kučera     | 6:3, 3:6, 6:1           |               |
|                | Schweiz            | Vereinigte Staaten | 2:1      | Dameneinzel          | Martina Hingis        | Lindsay Davenport       | 6:3, 5:7, 6:2 |
| Herreneinzel   | Schweiz            | Vereinigte Staaten | 2:1      | Ivo Heuberger        | Jan-Michael Gambill   | 4:6, 4:6                |               |
| Mixed          | Schweiz            | Vereinigte Staaten | 2:1      | Hingis, Heuberger    | Davenport, Gambill    | 6:3, 6:3                |               |
|                | Südafrika          | Simbabwe           | 2:1      | Dameneinzel          | Amanda Coetzer        | Cara Black              | 6:3, 6:4      |
| Herreneinzel   | Südafrika          | Simbabwe           | 2:1      | Wayne Ferreira       | Wayne Black           | 7:5, 7:64               |               |
| Mixed          | Südafrika          | Simbabwe           | 2:1      | Coetzer, Ferreira    | Black, Black          | 0:6, 0:6 Kampflos       |               |
|                | Australien         | Frankreich         | 2:1      | Dameneinzel          | Jelena Dokić          | Sandrine Testud         | 6:1, 6:3      |
| Herreneinzel   | Australien         | Frankreich         | 2:1      | Mark Philippoussis   | Guillaume Raoux       | 6:1, 6:2                |               |
| Mixed          | Australien         | Frankreich         | 2:1      | Dokić, Philippoussis | Testud, Raoux         | 2:6, 2:6                |               |
|                | Schweden           | Schweiz            | 2:1      | Dameneinzel          | Åsa Carlsson          | Martina Hingis          | 2:6, 2:6      |
| Herreneinzel   | Schweden           | Schweiz            | 2:1      | Jonas Björkman       | Ivo Heuberger         | 6:2, 6:0                |               |
| Mixed          | Schweden           | Schweiz            | 2:1      | Carlsson, Björkman   | Hingis, Heuberger     | 2:6, 6:3, 6:4           |               |
|                | Vereinigte Staaten | Slowakei           | 3:0      | Dameneinzel          | Lindsay Davenport     | Karina Habšudová        | 6:4, 6:2      |
| Herreneinzel   | Vereinigte Staaten | Slowakei           | 3:0      | Jan-Michael Gambill  | Karol Kučera          | 5:7, 7:65, 6:4          |               |
| Mixed          | Vereinigte Staaten | Slowakei           | 3:0      | Davenport, Gambill   | Habšudová, Kučera     | 7:5, 6:2                |               |
| 9. Januar 1999 | Australien         | Schweden           | 2:1      | Dameneinzel          | Jelena Dokić          | Åsa Carlsson            | 6:2, 7:68     |
| 9. Januar 1999 | Australien         | Schweden           | 2:1      | Herreneinzel         | Mark Philippoussis    | Jonas Björkman          | 6:3, 7:66     |
| 9. Januar 1999 | Australien         | Schweden           | 2:1      | Mixed                | Dokić, Philippoussis  | Carlsson, Björkman      | 6:8           |